# Вязовка (Рязанская область)
Вязовка — опустевшая деревня в Пронском районе Рязанской области. Входит в Мамоновское сельское поселение

## География
Находится в юго-западной части Рязанской области на расстоянии приблизительно 10 км на юг-юго-запад по прямой от районного центра города Пронск.

## История
В 1897 году здесь было учтено 9 дворов.

## Население
Численность населения: 96 человек (1897 год), 0 как в 2002 году, так и в 2010.